# Barry Mann
Barry Mann, född Barry Imberman den 9 februari 1939 i Brooklyn i New York, är en amerikansk låtskrivare och sångare. Han har skrivit många låtar tillsammans med sin fru Cynthia Weil på Aldon Music, varav till de mest kända hör "You've Lost That Lovin' Feelin'", "On Broadway" och "Somewhere Out There". Hans största hit som sångare var "Who Put the Bomp (In the Bomp, Bomp, Bomp)" 1961.
Mann har bland annat skrivit låten Never Gonna Let You Go som blev en hit med Sérgio Mendes. Skivproducenten Rick Beato dekonstruerade låten i en video från juni 2021 på sin YouTube-kanal och sammanfattade sin 20-minutersanalys genom att förklara den som "den mest komplicerade hitlåten genom tiderna", detta på grund av de komplexa ackordgångarna och ett flertal tonartsbyten.
2010 invaldes Barry Mann och Cynthia Weil i Rock and Roll Hall of Fame.

## Diskografi
Studioalbum
- 1961 – Who Put the Bomp
- 1969 – Angel, Angel, Down We Go
- 1970 – I Never Sang For My Father (med Al Gorgoni)
- 1971 – Lay It All Out
- 1975 – Survivor
- 1980 – Barry Mann
- 2000 – Soul & Inspiration

Kända låtar (urval)
- 1961 – "Bless You" (Barry Mann/Cynthia Weil)
- 1961 – "Who Put the Bomp (In the Bomp, Bomp, Bomp)" (Barry Mann/Gerry Goffin)
- 1961 – "I Love How You Love Me" (Barry Mann/Larry Kolber)
- 1962 – "Uptown" (Barry Mann/Cynthia Weil)
- 1963 – "Blame It on the Bossa Nova" (Barry Mann/Cynthia Weil)
- 1963 – "On Broadway" (Barry Mann/Cynthia Weil)
- 1964 – "Walking in the Rain" (Barry Mann/Cynthia Weil/Phil Spector)
- 1964 – "You've Lost That Lovin' Feelin'" (Barry Mann/Cynthia Weil/Phil Spector)
- 1965 – "We Gotta Get Out of This Place" (Barry Mann/Cynthia Weil)
- 1966 – "(You're My) Soul and Inspiration" (Barry Mann/Cynthia Weil)
- 1969 – "Make Your Own Kind of Music" (Barry Mann/Cynthia Weil)
- 1977 – "Here You Come Again" (Barry Mann/Cynthia Weil)
- 1977 – "Sometimes When We Touch" (Barry Mann/Dan Hill)
- 1986 – "Somewhere Out There" (Barry Mann/Cynthia Weil/James Horner)
- 1997 – "I Will Come to You" (Barry Mann/Cynthia Weil/Isaac Hanson/Taylor Hanson/Zachary Hanson)